# Goravan
Goravan (in armeno Գոռավան?, in passato Yenikend) è un comune dell'Armenia di 2 628 abitanti (2008) della provincia di Ararat.